# エフ (YouTuber)
エフは、日本のYouTuber・作家・キャリアコンサルタントである。

## 概要
キャリアコンサルタントとして活動している人物で、キャリア支援活動の一環でYouTuberとして番組動画の脚本制作を行う傍らで小説を書いている。

### YouTuber活動
2015年3月28日に「Fラン大学就職チャンネル」というYouTubeチャンネルを開設。
かつては「東方Project」の霊夢が登場する二次創作動画などを出していたニコニコ文化圏の人物であった。後にYoutube中心の活動に転換している。
就職活動や労働、ビジネスを始めとした社会的な事象を「いらすとや」のイラストを使って風刺的に発信する就職系YouTuberとして活動している。
また、「カクヨム」に動画脚本を投稿するなどもしている。
2019年に出版された『エイジュ 第二号～合成音声動画特集～: かめきちch』の中で、インタビューを受けている。
2020年7月には2018年に投稿した自らの動画シリーズの一つ『飢と渇』をアプリ化したものを配信している。

### 作家活動
2020年にはLINE（現・Z中間グローバル）・日本テレビ放送網・アニプレックスの3社が共同開催した文学賞「第1回令和小説大賞」において、谷山走太の『負けるための甲子園』とともにエフの作品『なぜ銅の剣までしか売らないんですか?』が選考委員特別賞を受賞した。同賞の受賞にあたっては、選評で「最終選考作品の中でもPV数がダントツでした」と記されており、現代ビジネスのノウハウや文化をファンタジー世界に例えたライトノベル風の経済系ファンタジー小説ではあるものの、作者の経験との相互作用により、描かれる理屈にリアリティがあると評されている。同賞の受賞によって、エフは賞金10万円と同作品の書籍化を贈呈されており、2021年1月29日に実業之日本社より書籍化されている。同作の受賞に関して、エフはTwitter上で、賞金の10万円は自分のために使うと明言している。

## 作品一覧
- 『なぜ銅の剣までしか売らないんですか?』（2021年1月29日、実業之日本社、ISBN 978-4-408-53774-0）[16]
- 『金融義賊』（2023年6月1日、実業之日本社、ISBN  978- 440-85383-34 ）